# Tethya strongylata
Tethya strongylata är en svampdjursart som beskrevs av Sarà, Bavestrello och Calcinai 2000. Tethya strongylata ingår i släktet Tethya och familjen Tethyidae.
Artens utbredningsområde är havet kring Galapagosöarna. Inga underarter finns listade i Catalogue of Life.